# عزيز العرباوي
عزيز العرباوي هو كاتب وباحث مغربي، متخصص في الأدب العربي.

## سيرة ذاتية
ولد عزيز العرباوي في 25 كانون أول (ديسمبر) 1977م في مدينة تازة المغربية، وحصل على دبلوم مركز تكوين المعلمين والمعلمات بتازة عام 1998م، وعلى الإجازة في الأدب العربي عام 2012م، وعلى ماستر البلاغة والخطاب عام 2016م. وهو عضو تجمع شعراء بلا حدود، وفي رابطة المدونين المغاربة، وعضو مؤسس لصالون مازاغان للثقافة والفن، وعضو في النقابة الوطنية للصحافة المغربية وفي النقابة المغربية للصحافة الإلكترونية، ورئيس اللجنة الثقافية والفنية في جمعية الكرامة الإنسانية للتنمية وحقوق الإنسان. حصل على درع ديوان العرب سنة 2011م، وعلى الرتبة الرابعة بجائزة الشارقة للإبداع الأدبي (صنف الرواية) 2015 - 2016.

## أعماله
- «تجليات التراث في الفكر العربي والإسلامي: الجابري وأركون نموذجاً» (كتاب)، صدر عن مجلة تراث العدد 170 شهر شتنبر 2013م.[5]
- «رمزية الماء في التراث الشعري العربي»، عن دائرة الثقافة والإعلام في الشارقة، في الإمارات العربية المتحدة عام 2015م.[6]
- «بلاغة الخطاب السردي في الرواية السعودية؛ مقاربة تداولية لرواية «طوق الحمام» للروائية رجاء عالم» (كتاب)، صدر عن كرسي الأدب السعودي سنة 2017م.[7]
- «السرد الروائي النسوي: الحرية، الذات، الجسد» (كتاب)، صدر عن دار دال للنشر والتوزيع سنة 2019م.[8]

كما قام بكتابة العديد من المقالات، من بينها:
- «نبذة تعريفية عن كتاب: تجليات التراث في الفكر العربي والإسلامي الجابري وأركون نموذجا»، (مقال).
- «المفسرون المغاربيون المعاصرون»، (مقال).
- «تباعد الأزمنة وتقارب الغايات»، (مقال).
- «قراءة في كتاب: أزمة النخب العربية: الثقافة والتنمية
- الثقافة المغربية بين الشد والجذب»، (مقال).